# Аккаин

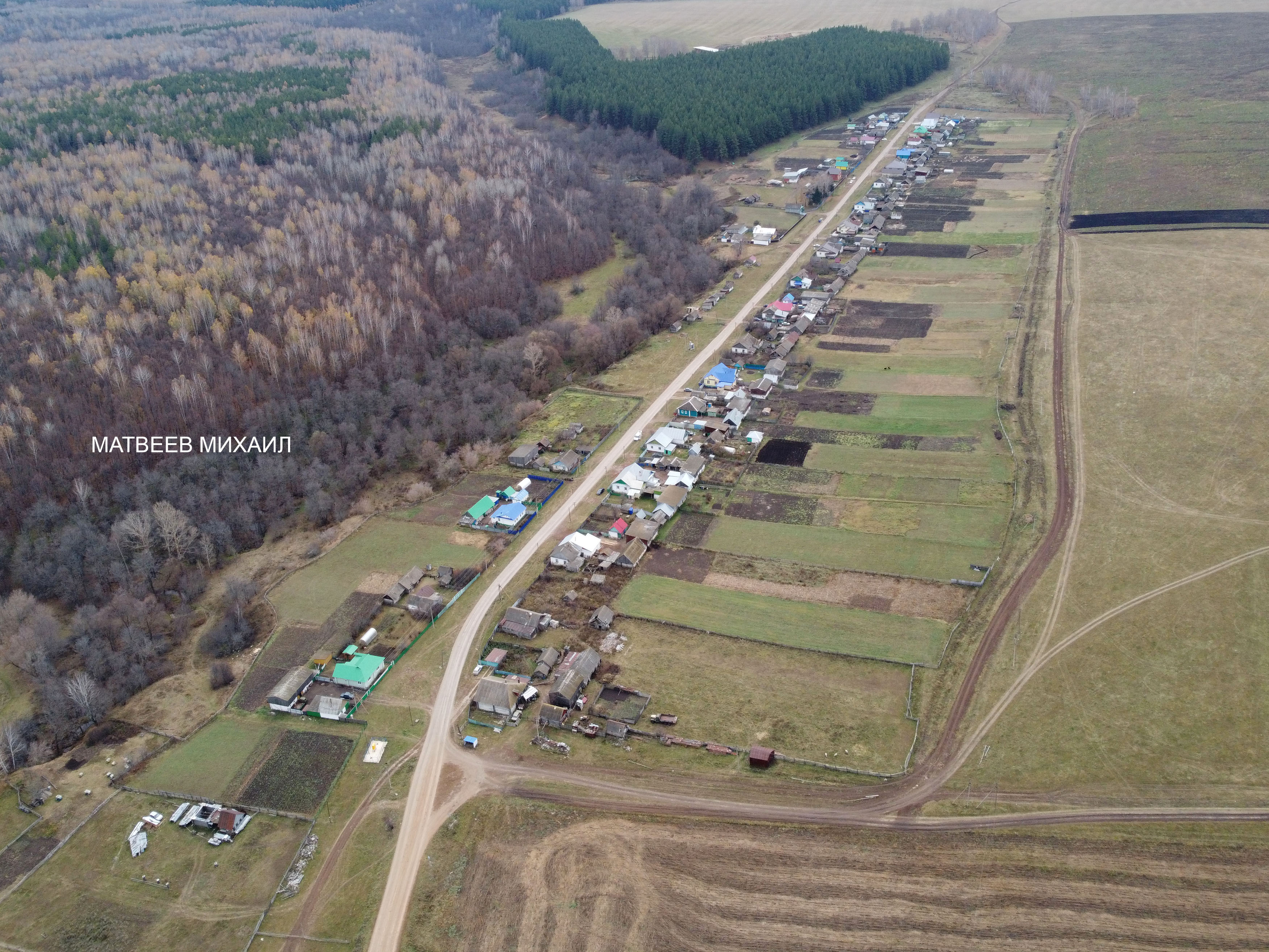
Деревня Аккаин

Аккаин (баш. Аҡҡайын) — деревня в Белебеевском районе Башкортостана, относится к Метевбашевскому сельсовету. Живут марийцы (2002).

## Население
| 2002 | 2009 | 2010 |
| ---- | ---- | ---- |
| 136  | ↗150 | ↘149 |

Историческая численность населения: в 1939—100 чел.; 1959—195; 1989—125.
Национальный состав
Согласно переписи 2002 года, преобладающая национальность — марийцы (94 %).

## Географическое положение
Расположена на р.Метев (приток р. Усень).
Расстояние до:
- районного центра (Белебей): 25 км,
- центра сельсовета (Метевбаш): 3 км,
- ближайшей ж/д станции (Аксаково): 41 км.

## История
Основана в 1922 в Белебеевском кантоне жителями д. Метев-Аккубяк того же кантона как выселок. В 1925 зафиксировано 10 дворов.